# Balanops
Balanops je jediný rod čeledi Balanopaceae vyšších dvouděložných rostlin z řádu malpígiotvaré (Malpighiales). Jsou to dvoudomé dřeviny s tuhými jednoduchými listy a drobnými bezobalnými květy. Plody mají číšku z listenů a poněkud připomínají žalud. Rod Balanops zahrnuje 9 druhů. Je rozšířen na některých ostrovech Oceánie a v severovýchodní Austrálii. Nejvíce druhů roste na Nové Kaledonii.

## Popis
Zástupci rodu Balanops jsou dvoudomé malé až vysoké stromy, případně keře, poněkud připomínající voskovník (Myrica). Listy jsou tuhé, kožovité, řapíkaté, na okraji nepatrně až výrazně zubaté, se zpeřenou žilnatinou, střídavé, nahloučené na koncích větví. Palisty jsou přítomny pouze v podobě drobných zubů při bázi řapíku. Květenství jsou jednopohlavná, podepřená šupinami nebo listy.
Samčí květy jsou krátce stopkaté, uspořádané v jehnědách. Obsahují nejčastěji 3 až 6 (1 až 12) tyčinek. Kalich je redukovaný na jednu šupinu, koruna chybí. Někdy jsou přítomny zakrnělé zbytky semeníku. Samičí květy jsou jednotlivé, krátce stopkaté až téměř přisedlé, bezobalné, vyrůstající v paždí šupinovitých listů a podepřené číškou z hustě nahloučených, spirálně uspořádaných, trojúhelníkovitých listenů. Semeník je svrchní, srostlý ze 2 až 3 plodolistů a se stejným počtem neúplně oddělených komůrek. Každý plodolist obsahuje 2 vajíčka a nese volnou čnělku. Plodem je žlutá, oranžová nebo hnědá peckovice s číškou, obsahující 2 až 3 semena a vzhledem poněkud připomínající žalud.

## Rozšíření
Rod zahrnuje 9 druhů. Je rozšířen na ostrovech Oceánie a v severovýchodní Austrálii. Převážná většina druhů, celkem 7, jsou endemity Nové Kaledonie. V Austrálii se vyskytuje jediný druh, Balanops australiana. Je to endemický druh severovýchodního Queenslandu. Druh B. pedicellata roste na ostrovech Fidži a Vanuatu.
Zástupci rodu Balanops rostou v tropických lesích i keřové vegetaci. Na Nové Kaledonii rostou na hadcích i na rulových horninách.

## Ekologické interakce
Květy Balanops jsou pravděpodobně větrosprašné. Plody jsou šířeny zejména ptáky.

## Taxonomie
Rod Balanops byl popsán v roce 1871. V roce 1906 byl popsán další rod, Trilocularia, který byl později spojen s rodem Balanops. Pozice čeledi Balanopaceae v taxonomickém systému byla po dlouhý čas nejistá. Nejčastěji byla kladena do blízkosti čeledí Hamamelidaceae, Daphniphyllaceae, Euphorbiaceae či řádů Fagales, Juglandales a Myricales. Mnozí taxonomové (např. Dahlgren, Tachtadžjan) ji řadili do samostatného řádu Balanopales. V systému systém APG je řazena do řádu Malpighiales, kde tvoří bazální skupinu vývojové větve zahrnující i čeledi Trigoniaceae, Dichapetalaceae, Euphroniaceae a Chrysobalanaceae.